# Willyaroo
Willyaroo – miasto w Australii, w stanie Australia Południowa.